# Cam Ye O’er Frae France
Cam Ye O’er Frae France (~ «Из Франции прибыли?») — песня периода якобитских восстаний, грубо высмеивающая короля Великобритании Георга I и его приближенных.
Эта песня приобрела популярность среди фолк-исполнителей Великобритании в 60-е годы XX века. Её исполняли фолк-рок-группа Steeleye Span, Юэн Макколл, Дик Гохан.

## «ЯкобитскиереликвииШотландии»
Песня входит в сборник «Якобитские реликвии Шотландии» (англ. «The Jacobite relics of Scotland: being the songs, airs, and legends, of the adherents to the house of Stuart»), составленный Джеймсом Хоггом в 1817 году по заказу Лондонского Общества Хайленда. Многие песни в сборнике были написаны или адаптированы Робертом Бёрнсом. Исследователи предполагают, что ряд песен написан самим Хоггом, либо существенно изменён им.
Сборник был впервые опубликован в 1819 году, в него вошли 90 песен, включая «Cam ye o’er frae France».

## Сюжет
Георг I, будучи германо-протестантским королём, по вошествии на английский престол, встретился с насмешками и ненавистью со стороны повстанцев-якобитов. Песня является нападением как на него самого, так и на его двор. Наиболее грубый из всех стишков о Георге повествует о том, как король перевозил весь свой двор, точнее всех своих женщин, из Германии в Великобританию.
Единокровная сестра короля София Шарлотта фон Кильмансег (Sophia Charlotte von Kielmansegg), графиня Платенская, упоминается не иначе как «Свиноматка». А любимой любовнице короля, худой и измождённой мадам Шуленбург (Melusine von der Schulenburg), впоследствии герцогине Кендал, было дано прозвище «Гусыня». Она и является «goosie», на которой в песенке скачет Георг. Ну, а Geordie — это, конечно, сам Георг I.

## Текст и перевод
| Cam ye o’er frae France? Cam ye down by Lunnon? Saw ye Geordie Whelps and his bonny woman? Were ye at the place ca’d the Kittle Housie? Saw ye Geordie’s grace riding on a goosie? Geordie, he’s a man there is little doubt o’t; He’s done a' he can, wha can do without it? Down there came a blade linkin' like my lordie; He wad drive a trade at the loom o' Geordie. Though the claith were bad, blythly may we niffer; Gin we get a wab, it makes little differ. We hae tint our plaid, bannet, belt and swordie, Ha’s and mailins braid — but we hae a Geordie! Jocky’s gane to France and Montgomery’s lady; There they’ll learn to dance: Madam, are ye ready? They’ll be back belyve belted, brisk and lordly; Brawly may they thrive to dance a jig wi' Geordie! Hey for Sandy Don! Hey for Cockolorum! Hey for Bobbing John and his Highland Quorum! Mony a sword and lance swings at Highland hurdie; How they’ll skip and dance o’er the bum o' Geordie! | Из Франции вы прибыли? К Лондону спускаетесь? Видали Джорди Щенка и его красавицу? Бывали вы в заведении, именуемом Борделем? А видели вы Светлость Джорди, скачущего на гусыньке? Джорди, он — мужик, сомненья в том мало; Он делал все, что мог: да обошлись бы без того. Тут прибыл рубаха-парень, порхающий будто милордик; Он основательно переутомился на станке у Джорди. Хоть ткань была плоха, беспечно можем мы торговаться, Получим мы материю или нет, не велика разница. Мы потеряли наши плед, шляпу, пояс и мечульку, Дома да обширные угодья: но ведь остается же Джорди! Джоки отбыл во Францию, как и жена Монтгомери; Там они будут учиться отплясывать: «Госпожа, готовы ли Вы?» Вернутся они наскоро подпоясанные, разряженные и барственные; Прекрасно смогут они процветать, чтобы плясать джигу с Джорди! Ура Сэнди Дону! Ура Хвастуну! Ура Скакуну Джону и его Горному Совету! Длинный меч и копьё качаются у Горных ягодиц; Как они будут скакать и отписывать по заднице Джорди! |